# مسجد شاه عباس (گنجه)
مسجد شاه عباس (گنجه) (به ترکی آذربایجانی: Şah Abbas məscidi) مسجد و اثر معماری باستانی می‌باشد، که در مرکز شهر گنجه در جمهوری آذربایجان قرار گرفته‌است. مسجد بر اساس طرح معماری «شیخ بهاء الدین محمد عامل» در سال ۱۶۰۶ بنا گردیده است. این مسجد بر پایهٔ فرمان شاه عباس بزرگ احداث شده‌است. مسجد شاه عباس به مسجد جمعه نیز شناخته می‌شود.

## درباره مسجد
دو مناره در سال ۱۷۷۶ ساخته و به مسجد متصل شدند. این مسجد از آجر قرمز ساخته شده‌است که عنصر سنتی آثار معماری گنجه تلقی می‌گردد. مدرسه ای در اطراف مسجد شاه عباس وجود داشته‌است، که بعداً تخریب شده‌است. میرزا شفیع واضح، شاعر سرشناس آذربایجانی نیز در آن مدرسه درس خوانده بود.
در سال ۲۰۰۸، مسجد تحت بازسازی و مرمت کامل قرار گرفت. اوراق قرضه قدیمی متعلق به روسیه که در پاکت نامه گذاشته شده بود، در خلال بازسازی‌ها یافت شدند. این یافته‌ها کمک به حصول این استنتاج مبنی بر اینکه قبلاً نیز کارشناسان بر این باور بودند آخرین بازسازی‌ها در مسجد در سال ۱۹۱۰ انجام گرفته بود، نه در دوران حکومت «جواد خان» در اواخر قرن ۱۸، کرد.